# Aimé Verhoeven
Aimé Verhoeven (ur. 18 grudnia 1935 w Antwerpii, zm. 19 maja 2021) – belgijski zapaśnik walczący w stylu klasycznym. Olimpijczyk z Rzymu 1960, gdzie zajął 23. miejsce w kategorii do 57 kg.

## Letnie Igrzyska Olimpijskie 1960
| Konkurencja          | Rundy eliminacyjne  | Rundy eliminacyjne     | Klas. końcowa |
| Konkurencja          | Przeciwnik I        | Przeciwnik II          | Miejsce       |
| -------------------- | ------------------- | ---------------------- | ------------- |
| 57 kg styl klasyczny | Stipan Dora (YUG) P | Oleg Karawajew (URS) P | 23.           |